# Kaj Hjelm
Kaj Hjelm, detto Kajan (Stoccolma, 24 giugno 1928 – Trosa, 15 settembre 1983), è stato un attore svedese, noto soprattutto come attore bambino dal 1939 al 1945 (tra gli 11 e i 17 anni).

## Biografia
Kaj "Kajan" Hjelm crebbe a Stoccolma. Nel 1939 divenne uno dei personaggi principali della serie radiofonica Vårt gang. Sempre nello stesso anno ebbe il suo primo contratto cinematografico per il film Vi på Solgläntan.
Il programma radiofonico Vårt gang ruotava attorno all'idea di un gruppo di ragazzi, tutti da Södermalm a Stoccolma, riunitisi a formare una banda musicale. Fu un tale successo che per la banda si organizzarono anche numerosi eventi pubblici in varie località della Svezia, che attrassero folle entusiastiche di migliaia e migliaia di persone. Quando nel 1942 la banda fu fatta protagonista del film Vårt gang, fu un altro grande successo di pubblico. Nel 1942 Hjelm comparve anche nello spettacolo teatrale Ut till fåglarna.
Presentato come la risposta svedese a Mickey Rooney, alla fine Hjelm interpreterà un totale di una ventina di film. Il suo ruolo più importante fu quello di protagonista nel film Kajan går till sjöss (1944), che vedeva l'attore John Botvid come un marinaio e Kajan e i suoi amici come equipaggio. Kajan Hjelm continuò a lavorare nel mondo del cinema fino agli anni cinquanta in ruoli minori. Si stabilì quindi a Trosa, lavorò come creatore di parole crociate e come artista fece diverse mostre personali.
Morì tragicamente in un incidente in barca nel 1983, all'età di 55 anni.

## Filmografia
- Vi på Solgläntan, regia di Gunnar Olsson (1939)
- Frun tillhanda, regia di Gunnar Olsson (1939) - non accreditato
- Hanna i societén, regia di Gunnar Olsson (1940)
- Swing it, magistern!, regia di Schamyl Bauman (1940) - non accreditato
- Livet går vidare, regia di Anders Henrikson (1941) - non accreditato
- Magistrarna på sommarlov, regia di Schamyl Bauman (1941)
- Så tuktas en äkta man, regia di Ragnar Arvedson (1941) - non accreditato
- I gult och blått, regia di Elof Ahrle (1942)
- Vi hemslavinnor, regia di Schamyl Bauman (1942)
- Vårat Gäng, regia di Gunnar Skoglund (1942)
- Katrina, regia di Gustaf Edgren (1943) - non accreditato
- En melodi om våren, regia di Weyler Hildebrand (1943)
- I mörkaste Småland, regia di Schamyl Bauman (1943)
- Kajan går till sjöss, regia di Rolf Husberg (1943)
- Lille Napoleon, regia di Gustaf Edgren (1943)
- Kejsarn av Portugallien, regia di Gustaf Molander (1944) - non accreditato
- Örnungar, regia di Ivar Johansson (1944)
- Rattens musketörer, regia di Rolf Botvid (1945)
- I Roslagens famn, regia di Schamyl Bauman (1945)
- Jag älskar dig, Karlsson!, regia di Lau Lauritzen Jr. e John Zacharias (1947) - non accreditato
- Skeppare i blåsväder, regia di Gunnar Olsson (1951)
- Trots, regia di Gustaf Molander (1952) - non accreditato
- Una lezione d'amore (En lektion i kärlek), regia di Ingmar Bergman (1954) - non accreditato

## Teatro (parziale)
- Ut till fåglarna (1942)